# Valkeakoski
Valkeaskoski é um município ao sul da Finlândia, a 30km ao sul de Tampere e conta com cerca de 20.470 habitantes (2004). Possui indústrias de madeira e calçado.